# パケット定額制
パケット定額制（パケットていがくせい）とは、パケット通信料金の上限額が定められた携帯電話・PHSの料金制度である。主としてフィーチャーフォン時代に適用された。
本稿では一般的な携帯電話・PHSのうちフィーチャーフォンの音声通話端末のみでのパケット定額制について記述する。主としてフィーチャーフォン時代に適用されたパソコンや携帯情報端末(PDA)に接続して通信を行う場合のパケット定額制についてはモバイルデータ通信定額制で扱う。
なお、スマートフォン時代に入ってからは、主流となっている通信料金定額制は、おおむね「料金プランによって月間通信量の上限を定めた定額制」（当該通信量の上限を超えた場合には、通信速度が著しく低下する）である。各料金プランについては、各携帯電話・MVNO会社の記事を参照のこと。

## 概要
2003年4月にPHS事業者であるDDIポケット（現・ソフトバンクY!mobileブランド）がAirH" PHONE（現・AIR-EDGE PHONE）向けにパケット定額サービスを開始し、それに続く形で同年11月には携帯電話ブランドであるau（KDDI／沖縄セルラー電話連合）がCDMA 1X WINのサービス開始と同時にEZフラット（のちのダブル定額）としてパケット定額制サービスを開始した。このことが業界に大きな衝撃を与え、2004年末までにはNTTドコモやボーダフォン（現・ソフトバンクモバイル）もパケット定額制サービスを開始したことで、当時の主要な移動体通信事業者の全てが参入するという結果をもたらした。
2015年4月現在、日本国内では全ての携帯電話及びPHSの移動体通信事業者（NTTドコモ、au(KDDI／沖縄セルラー電話連合)、ソフトバンクモバイル、Y!mobile(ソフトバンクモバイル／ウィルコム沖縄連合)の4ブランド）が提供しており、対象となる通信方式はPHS、および第3世代/第3.5世代移動通信システム（3G/3.5G）、第3.9世代/第4世代移動通信システム（3.9G/4G）に限られ、第2世代移動通信システム（2G）でのパケット定額制のサービスは存在しない。
料金体系は、所定の基本料金とは別にパケット定額料が課金される。ワイモバイルのAIR-EDGEやAIR-EDGE PHONEおよびイー・モバイル（現・ソフトバンク株式会社のY!mobileブランド）では「基本料金プラン」の一つとしても定額制サービスが提供されている。
パケット定額制のサービスは事業者によって異なるが、パソコンなどにつなげて使うなど音声端末のみの利用ではない場合や、音声端末のみであっても、携帯サイト向け用ブラウザではなくフルブラウザを利用する場合、従量課金または上限額は存在しても音声端末のみで通信したときと比べ料金が割増となる事業者が存在する。
尚、auの「ダブル定額」などのように、所定以下のパケット量は定額、それを超えるとパケットの量に応じた従量制になり、所定以上のパケット量で再度定額になるものは、厳密には定額制とは言えず、より正確な表現として「（プライス）キャップ制」という呼称があるが、例に挙げた「ダブル定額」にも見られるように、「パケット定額制」と同列に見做され呼ばれることが多い。
2010年代に入ってからは、スマートフォンの普及でデータ通信量は増加の一途をたどり、しかもごく少数の利用者が大半の通信容量を占拠している事情もあり、アメリカでは2010年に業界第二位のAT&Tモビリティが、さらには2011年に最大手のベライゾン・ワイヤレスもパケット定額制を廃止するなどの動きが発生している。日本では定額制の廃止は行われていないが、LTEの導入に際し3G時代よりも制限の厳しいプラン(月間7GBを超える通信を行った場合128kbpsに制限される等)が導入されている。「ギガ不足」「ギガ死」なる用語も生まれた。「ギガ」は「ギガバイト (GIGABYTE; GB)」に由来する。
2016年頃から、4Gが普及するにつれ、データ容量の制限が緩和されていった。20~50GB程度のプランも登場したが、料金も割高となっていった。大手キャリアは大容量プランばかりを推し進めていった結果、MVNO(格安sim)へと大容量を必要としない客が移行した。そんな中、2019年4月15日、NTTドコモは既存のプランをすべて受け付け停止し、月容量30GBの「ギガホ」と、1~7GBまで段階的に料金が上がる「ギガライト」を発表した。複雑な割引や家族間でのデータ量の共有、残容量の繰越といった複雑なシステムを廃止しわかりやすいプランとなったとドコモは発表している。
2020年3月頃、携帯大手各社は第5世代移動通信システム(5G)のサービスを開始すると発表した。5Gの大容量プランは容量制限を大幅緩和あるいは撤廃したものも多く、3G時代のように定額で無制限に高速通信が利用できるようになったとも言える。これは5Gエリアのみならず4Gのエリアでも緩和された容量制限は適用され、5Gを利用するつもりはないが、無制限のために高額な端末を購入し5Gを契約する者もいた。

## 歴史
- 2003年4月1日 DDIポケット（その後ウィルコムを経て現・ワイモバイル）が、AirH" PHONE（現AIR-EDGE PHONE）によりPHS音声端末によるパケット定額制サービス(つなぎ放題コース)を開始。
（2001年8月29日より、PCカード型のAirH"対応データ通信端末向けにモバイルデータ通信定額制（パケット通信による定額制）を導入済み。またそれ以降のAIR-EDGE PHONE以前にも、PCに接続してパケット通信の可能な音声端末(AirH"対応音声端末）も発売される。）
- 2003年11月28日 au（KDDI／沖縄セルラー電話連合）がCDMA 1X WINのパケット定額制サービスEZフラットを開始。
- 2004年6月1日 NTTドコモがFOMAiモード通信のパケット定額制サービスパケ・ホーダイを開始。
- 2004年8月1日 auがEZフラットのサービスを改定、料金を3段階に分けた段階的料金制のパケット定額制サービスダブル定額を開始。
- 2004年11月21日 ボーダフォン（現・ソフトバンク）がVodafone 3G限定のパケット定額制サービスパケットフリーを開始。
- 2005年5月1日 auがパケット割WINのサービスを改定、ダブル定額ライトを開始。
- 2005年5月1日 auのフルブラウザ機能「PCサイトビューアー」を使った通信料がパケット定額制の対象に。
- 2005年6月1日 ボーダフォンがパケットフリーのサービスを改定、料金を3段階に分けた段階的料金制のパケット定額制サービスデュアルパケット定額を開始。
- 2005年7月1日 ウィルコムが音声通話定額制プラン契約者を対象に、パケット定額制サービス「リアルインターネットプラス[1x]」を開始。
- 2005年11月25日 ウィルコムが音声通話定額制プラン契約者を対象に、料金を3段階に分けた段階的料金制のパケット定額制サービス「データ定額」を開始。4x通信方式。
- 2006年2月1日 ウィルコムが2xパケット方式を標準化。パケット定額制も含めて、従来の1xと同等料金で使用可能に。
- 2006年2月23日 ウィルコムが高度化PHSサービスW-OAMを開始、対応データ通信専用型端末も発売。パケット定額制も適用。
- 2006年3月1日 NTTドコモのFOMAパケット定額制サービスパケ・ホーダイがすべての新基本料金プランで組み合わせ可能に。
- 2006年8月31日 NTTドコモのFOMAパケット定額制サービスパケ・ホーダイがHSDPAサービス（iモード音声端末上）でも使用可能に。
- 2006年12月14日 以降、ウィルコムのW-OAM対応音声端末が順次発売され、音声端末単体でもW-OAM通信が利用可能に。
- 2007年3月1日 NTTドコモがFOMAでのフルブラウザ機能（iモード音声端末上）を使ったパケット定額制サービスパケ・ホーダイフルが開始。
- 2007年3月31日 イー・モバイル（現・Y!mobile）がPDA内蔵型端末およびデータ通信専用型端末によるパケット定額制サービスを開始。
- 2007年4月1日 NTTドコモがiモード非対応のスマートフォンでのパケット定額制サービスBiz・ホーダイを開始。
- 2007年4月5日 ウィルコムが高度化PHSサービスW-OAM typeGを開始。対応データ通信専用型端末も同日発売。
- 2007年6月29日 米AT&TモビリティがiPhoneの発売と共にEDGE方式によるパケット通信定額制のiPhone専用料金プランを開始。
- 2007年10月22日 NTTドコモが「定額データプランHIGH-SPEED」、「定額データプラン64K」を開始。
- 2008年3月28日 イー・モバイルが音声通話事業に参入。音声端末用の料金プランは標準でパケット定額制となる。
- 2008年10月1日 NTTドコモがauの「ダブル定額」と同種の「パケ・ホーダイ ダブル」「Biz・ホーダイ ダブル」を開始。
- 2008年12月31日 NTTドコモが上記施策により、「パケ・ホーダイ」「パケ・ホーダイ フル」「Biz・ホーダイ」並びに割引サービス「FOMAパケットパック10」「FOMAパケットパック30」の新規利用申し込みを停止。
- 2009年3月31日 NTTドコモ「FOMAパケットパック60」「FOMAパケットパック90」の新規利用申し込みを停止。
- 2009年4月1日 NTTドコモパケ・ホーダイダブルのモデム接続等その他通信料も定額に変更。
- 2009年5月1日 NTTドコモパケ・ホーダイダブルの下限額を490円に変更。
- 2009年8月1日 NTTドコモパケ・ホーダイダブルの下限額を390円に変更。
- 2009年8月10日 auがダブル定額スーパーライトを設定。390円 - となる。
- 2009年12月1日 NTTドコモからタイプシンプル開始。本プランに関してのみ、下限額が0円となる。
- 2010年4月1日 NTTドコモのパケ・ホーダイダブルとBiz・ホーダイダブルが統合される。
- 2010年9月1日 NTTドコモから海外パケ・ホーダイが開始される。
- 2012年頃～ 「格安sim」と呼ばれるMVNOが普及し始める。大手３キャリアより料金が安く利用できるデータ量が多いことが普及のきっかけとなった。しかし平日の昼間など皆が携帯電話を利用する時間帯になると非常に混雑するなどの不満点もあった。
- 2019年6月1日 NTTドコモが既存プランをすべて新規受付終了し、「ギガホ」(30GB)「ギガライト」(1~7GB,段階制)の新サービスのみとする。基本料金やspモード利用料なども含まれる。
- 2021年3月26日 NTTドコモが"ahamo"のサービス開始。受付がオンライン専用であり、2970円で20GBの利用が可能。容量超過後は1Mbpsに速度が制限される。

## キャリア別トータルコストの比較

各社の料金比較

| キャリア                                            | 基本料+ウェブ使用料                           | 定額オプション                                        | フルブラウザ                                          | 外部利用                             | 従量制部分のパケット単価 | 合計              | 単独契約・年間契約・初年度での割引適用後の金額 (さらに他の割引の適用後)      | 無料通話分 | 最大通信速度（下り）・備考 |
| --------------------------------------------------- | --------------------------------------------- | ----------------------------------------------------- | ----------------------------------------------------- | ------------------------------------ | ------------------------ | ----------------- | ---------------------------------------------------------------------------- | ---------- | --- |
| ウィルコム （ソフトバンク）                         | 2,900円 (ウィルコム定額プラン)                | 2,100円 (リアルインターネットプラス)                  | 2,100円 (リアルインターネットプラス)                  | 2,100円 (リアルインターネットプラス) | なし                     | 5,000円           | 5,000円 (ファミリーパック 2台目以降/マルチパック:4,300円)                    | 0円        | 102kbps(2x/W-OAM)、64kbps(2x)。 音声通話定額制も適用。 |
| ウィルコム （ソフトバンク）                         | 2,900円 (ウィルコム定額プラン)                | 3,800円 - 1,050円 (データ定額)                        | 3,800円 - 1,050円 (データ定額)                        | 上限6,300円                          | 0.0105円                 | 6,700円 - 3,950円 | 6,700円 - 3,950円 (ファミリーパック2台目以降/マルチパック:6,000円 - 3,250円) | 0円        | 204kbps(4x/W-OAM)、128kbps(4x)。 音声通話定額制も適用。 |
| ウィルコム （ソフトバンク）                         | 6,090円 (つなぎ放題)                          | 0円                                                   | 0円                                                   | 0円                                  | なし                     | 6,090円           | 5,176円 (A&B割:4,263円 A&B割+複数(家族)割引:4,053円 マルチパック:3,400円)    | 0円        | 102kbps(2x/W-OAM)、64kbps(2x)。 |
| ウィルコム （ソフトバンク）                         | 9,765円 (つなぎ放題[4x])                      | 0円                                                   | 0円                                                   | 0円                                  | なし                     | 9,765円           | 8,851円 (A&B割:7,938円 A&B割+複数(家族)割引:7,728円 マルチパック:7,100円)    | 0円        | 204kbps(4x/W-OAM)、128kbps(4x)。 |
| ウィルコム (WILLCOM CORE 3G) （ソフトバンク）       | 1,450円 (新ウィルコム定額プランG)             | 上限5,250円(3G) 0円(PHS)                              | 上限5,250円(3G) 0円(PHS)                              | 上限5,250円(3G) 0円(PHS)             | 0.105円(3G) 0円(PHS)     | 6,700円～1,450円  |                                                                              | 0円        | 7.2Mbps(FOMAハイスピード)/204kbps(4x/W-OAM) 音声通話定額制も適用。 新規受付終了 |
| ウィルコム (WILLCOM CORE 3G) （ソフトバンク）       | 1,450円 (新ウィルコム定額プランGS)            | 上限5,250円(3G) 0円(PHS)                              | 上限5,250円(3G) 0円(PHS)                              | 上限5,250円(3G) 0円(PHS)             | 0.105円(3G) 0円(PHS)     | 6,700円～1,450円  |                                                                              | 0円        | 7.2Mbps(3G ハイスピード)/204kbps(4x/W-OAM) 音声通話定額制も適用。 |
| NTTドコモ                                           | 1,961+315円 (タイプSSバリュー+i-mode)         | 4,410 - 390円 (パケ・ホーダイダブル)                  | 上限5,985円                                           | 上限8,190円                          | 0.084円                  | 6,686 - 2,766円   | 6,490 - 2,506円 (ひとりでも割50/ファミ割MAX50:5,705 - 1,785円)               | 1,050円    | 14.4Mbps(FOMAハイスピード)/5.7Mbps。 |
| NTTドコモ                                           | 1,560+315円 (タイプシンプルバリュー+i-mode)   | 4,410 - 0円 (パケ・ホーダイシンプルが自動適用)        | 上限5,985円                                           | 上限8,190円                          | 0.084円                  | 6,285 - 1,875円   | 5,594 - 1,669円 (ひとりでも割50/ファミ割MAX50:5,505円 - 1,095円)             | 0円        | 14.4Mbps(FOMAハイスピード)/5.7Mbps。 |
| au （KDDI/沖縄セルラー電話連合）                    | 1,961+315円 (プランZシンプル+EZweb)           | 4,410 - 390円 (ダブル定額スーパーライト)              | 上限5,985円                                           | 上限10,395円                         | 0.105円                  | 6,686円 - 2,666円 | 6,392円 - 2,372円 (誰でも割:5,705円 - 1,685円)                               | 0円        | 9.2Mbps(EV-DO MC-Rev.A)/3.1Mbps(EV-DO Rev.A)/2.4Mbps(EV-DO Rel.0)/144kbps(1X)。 音声通話定額制・メール定額制も適用。 海外利用も適用（0 - 1980円） |
| au （KDDI/沖縄セルラー電話連合）                    | 1,961+315円 (プランZシンプル+EZweb)           | 4,410 - 1,050円 (ダブル定額ライト)                    | 上限5,985円                                           | 上限10,395円                         | 0.084円                  | 6,686 - 3,326円   | 6,392 - 3,032円 (誰でも割:5,705円 - 2,345円)                                 | 0円        | 9.2Mbps(EV-DO MC-Rev.A)/3.1Mbps(EV-DO Rev.A)/2.4Mbps(EV-DO Rel.0)/144kbps(1X)。 音声通話定額制・メール定額制も適用。 海外利用も適用（0 - 1980円） |
| au （KDDI/沖縄セルラー電話連合）                    | 1,961+315円 (プランZシンプル+EZweb)           | 4,410 - 2,100円 (ダブル定額)                          | 上限5,985円                                           | 上限10,395円                         | 0.0525円                 | 6,686 - 4,376円   | 6,392 - 4,082円 (誰でも割:5,705円 - 3,395円)                                 | 0円        | 9.2Mbps(EV-DO MC-Rev.A)/3.1Mbps(EV-DO Rev.A)/2.4Mbps(EV-DO Rel.0)/144kbps(1X)。 音声通話定額制・メール定額制も適用。 海外利用も適用（0 - 1980円） |
| au （KDDI/沖縄セルラー電話連合）                    | 1,560+315円 (プランEシンプル+EZweb)           | 4,410 - 0円 (EZweb加入時に自動適用)                   | 上限5,985円                                           | 上限10,395円                         | 0.105円                  | 6,285円 - 1,875円 | 5,594円 - 1,669円 (誰でも割:5,505円 - 1,095円)                               | 0円        | 9.2Mbps(EV-DO MC-Rev.A)/3.1Mbps(EV-DO Rev.A)/2.4Mbps(EV-DO Rel.0)/144kbps(1X)。メール定額制も適用。 |
| ソフトバンク （SoftBank 3G）                        | 980+315円 (ホワイトプラン+S!ベーシックパック) | 4,410 - 390円 (パケットし放題S)                       | 上限5,985円                                           | 対象外                               | 0.105円                  | 5,705円 - 1,485円 | 5,705円 - 1,485円 （割引対象外）                                             | 0円        | 7.2Mbps/3.6Mbps/1.8Mbps(3Gハイスピード)/384kbps。 音声通話定額制も適用。 海外利用も適用（0 - 1,980円。動画などを利用した場合は上限額2,980円） テレマティクス通信定額のオプションあり。                                                                |
| ソフトバンク （SoftBank 3G）                        | 980+315円 (ホワイトプラン+S!ベーシックパック) | 4,410 - 1,029円 (パケットし放題)                      | 上限5,985円                                           | 対象外                               | 0.084円                  | 5,705円 - 2,324円 | 5,705円 - 2,324円 （割引対象外）                                             | 0円        | 7.2Mbps/3.6Mbps/1.8Mbps(3Gハイスピード)/384kbps。 音声通話定額制・メール定額制も適用。 海外利用も適用（0 - 1,980円。動画などを利用した場合は2,980円） テレマティクス通信定額のオプションあり。                                                        |
| ソフトバンク （SoftBank 3G）                        | 980+315円 (ホワイトプラン+S!ベーシックパック) | 4,410円 (パケットし放題フラット)                      | 上限5,985円                                           | 対象外                               | なし                     | 5,705円           | 5,705円 （割引対象外）                                                       | 0円        | 7.2Mbps/3.6Mbps/1.8Mbps(3Gハイスピード)/384kbps。 音声通話定額制・メール定額制も適用。 海外利用も適用（0 - 1,980円。動画などを利用した場合は2,980円） テレマティクス通信定額のオプションあり。                                                        |
| ソフトバンク （SoftBank X/SoftBank スマートフォン） | 980+315円 (ホワイトプラン+S!ベーシックパック) | 5,985円 - 1,029円 (パケットし放題 for スマートフォン) | 5,985円 - 1,029円 (パケットし放題 for スマートフォン) | 対象外                               | 0.084円                  | 7,280円 - 2,324円 | 7,280円 - 2,324円 （割引対象外）                                             | 0円        | 7.2Mbps/3.6Mbps/1.8Mbps(3Gハイスピード)/384kbps。 音声通話定額制・メール定額制も適用。 海外利用も適用（0 - 1,980円。動画などを利用した場合は2,980円） iPhoneは「パケットし放題 for スマートフォン」または「パケットし放題フラット」の利用契約が必須。 |
| ソフトバンク （SoftBank X/SoftBank スマートフォン） | 980+315円 (ホワイトプラン+S!ベーシックパック) | 4,410円 (パケットし放題フラット)                      | 上限5,985円                                           | 対象外                               | なし                     | 5,705円           | 5,705円 （割引対象外）                                                       | 0円        | 7.2Mbps/3.6Mbps/1.8Mbps(3Gハイスピード)/384kbps。 音声通話定額制・メール定額制も適用。 海外利用も適用（0 - 1,980円。動画などを利用した場合は2,980円） iPhoneは「パケットし放題 for スマートフォン」または「パケットし放題フラット」の利用契約が必須。 |
| ソフトバンク （iPhone）                             | 980+315円 (ホワイトプラン(i)+ウェブ使用料(i)) | 5,985円 - 1,029円 (パケットし放題 for スマートフォン) | 5,985円 - 1,029円 (パケットし放題 for スマートフォン) | 対象外                               | 0.084円                  | 7,280円 - 2,324円 | 7,280円 - 2,324円 （割引対象外）                                             | 0円        | 7.2Mbps/3.6Mbps/1.8Mbps(3Gハイスピード)/384kbps。 音声通話定額制・メール定額制も適用。 海外利用も適用（0 - 1,980円。動画などを利用した場合は2,980円） iPhoneは「パケットし放題 for スマートフォン」または「パケットし放題フラット」の利用契約が必須。 |
| ソフトバンク （iPhone）                             | 980+315円 (ホワイトプラン(i)+ウェブ使用料(i)) | 4,410円 (パケットし放題フラット)                      | 4,410円 (パケットし放題フラット)                      | 対象外                               | なし                     | 5,705円           | 5,705円 （割引対象外）                                                       | 0円        | 7.2Mbps/3.6Mbps/1.8Mbps(3Gハイスピード)/384kbps。 音声通話定額制・メール定額制も適用。 海外利用も適用（0 - 1,980円。動画などを利用した場合は2,980円） iPhoneは「パケットし放題 for スマートフォン」または「パケットし放題フラット」の利用契約が必須。 |
| イー・モバイル （ソフトバンク）                     | 1,000円+315円 （ケータイプラン+EMnet）        | 3,980円 - 0円 （ケータイプラン）                      | 3,980円 - 0円 （ケータイプラン）                      | 3,980円 - 0円 （ケータイプラン）     | 0.042円                  | 5,295円 - 1,315円 | 5,295円 - 1,315円 （割引対象外）                                             | 0円        | 3.6Mbps。 音声通話定額制のオプションあり。 |

表記の基本プランは、定額サービス適用可能な最安料金プラン。加入に年齢制限のあるプラン、音声通話に利用できないプランは除外。ユニバーサル利用料は除く。「m - n円」の低い方の額はパケット量が少ない場合の最低額。
紙請求書はauは52円・ソフトバンクは105円・ウィルコム105円・イー・モバイルは157円別途必要。

端末単体によるEメールの送受信もパケット定額制の対象となる。ただし、料金プラン・オプションによりメール定額制が適用される場合（例えば、ウィルコム定額プラン、プランZシンプル、ゴールドプラン、ホワイトプランなどはそれ単体でメール定額制が適用される）には、Eメール送受信のパケット数は、通常、段階的定額制（データ定額、ダブル定額、パケットし放題）における従量制部分のパケット数にカウントされない。

ソフトバンクでは、その他にもそれぞれのプランにより併せて4種類のパケット定額制サービスを選択できる。
ウィルコムの「外部利用」には課金上、端末単体でのAIR-EDGE PHONEセンター以外のISPでの接続を含む。また、ISPの料金は別途必要。
イー・モバイルの「ケータイプラン」は、「外部利用」も含めたデータ通信定額制と携帯電話がセットとなっている。携帯電話部分の基本使用料は0円となっているが、ここではデータ通信の最低料金である1,000円を事実上の基本使用料としている。（イー・モバイルの自社エリア外で、NTTドコモへローミングして利用する場合、料金は別建てとなり、上限金額も適用されなかった。）イー・モバイルのNTTドコモのローミングサービスは現在終了している。